# Tarrhomyos luridus
Tarrhomyos luridus är en djurart som tillhör fylumet slemmaskar, och som först beskrevs av Addison Emery Verrill 1873.  Tarrhomyos luridus ingår i släktet Tarrhomyos och familjen Lineidae. Inga underarter finns listade i Catalogue of Life.